# El Palomar (Chaquí)
El Palomar ist eine Ortschaft im Departamento Potosí im Hochland des südamerikanischen Anden-Staates Bolivien.

## Lage im Nahraum
El Palomar ist eine Ortschaft des Kanton Coipasi im Municipio Chaquí in der Provinz Cornelio Saavedra. Die Ortschaft liegt auf einer Höhe von 3030 m am linken, östlichen Ufer des Río Khoña Paya, der sich direkt südlich der Ortschaft mit dem Río Villca Mayu vereinigt und flussabwärts den Namen Río Miculpaya trägt.
El Palomar liegt am südlichen Ende der Anden-Gebirgskette der Cordillera Central. Das Klima der Region ist ein typisches Tageszeitenklima, bei dem die mittlere Temperaturschwankung zwischen Tag und Nacht deutlicher ausfällt als zwischen Sommer und Winter.
Die Jahresdurchschnittstemperatur in der Region beträgt etwa 17 °C (siehe Klimadiagramm Betanzos), die Monatswerte schwanken nur unwesentlich zwischen 14 °C im Juni/Juli und 19 °C von November bis Januar. Die jährliche Niederschlagsmenge liegt bei knapp 500 mm, die Monate Mai bis September sind arid mit Monatswerten unter 15 mm, nur im Januar wird ein Niederschlag von 100 mm erreicht.

## Verkehrsnetz
El Palomar liegt in einer Entfernung von 51 Straßenkilometern südöstlich von Potosí, der Hauptstadt des Departamentos.
Von Potosí aus führt die Nationalstraße Ruta 5 in östlicher Richtung nach Betanzos und weiter zur Hauptstadt Sucre. Zehn Kilometer hinter Betanzos direkt nach Überquerung des Río Khoña Paya zweigt eine Landstraße in südlicher Richtung ab und führt flussabwärts über El Palomar weiter nach Huatina und Miculpaya.

## Bevölkerung
Die Einwohnerzahl der Ortschaft hat sich im vergangenen Jahrzehnt nicht verändert:
| Jahr | Einwohner         | Quelle       |
| ---- | ----------------- | ------------ |
| 1992 | keine Detaildaten | Volkszählung |
| 2001 | 292               | Volkszählung |
| 2012 | 288               | Volkszählung |
| 2024 |                   | Volkszählung |

Die Region weist einen hohen Anteil an Quechua-Bevölkerung auf, im Municipio Chaquí sprechen 89,1 Prozent der Bevölkerung Quechua.